# Een fantastische vlucht
Een fantastische vlucht is een hoorspel van Walter Oberer. Phantastische Fahrt (ook bekend als In rasender Fahrt) werd op 6 mei 1953 door de Süddeutscher Rundfunk uitgezonden. Louise Kooiman vertaalde en Bert Dijkstra regisseerde de versie die de AVRO op donderdag 10 maart 1960 uitzond. Het hoorspel duurde 52 minuten.

## Rolbezetting
- Frans Somers (Albert)
- Tonny Foletta (de remmer)
- Sylvain Poons (meneer Muske, een goed huisvader)
- Johan te Slaa (meneer Brist, een zeer deelnemende medereiziger)
- Dogi Rugani (de vrouw met de vergeelde ogen)
- Fé Sciarone (een jongedame die Daphne zou kunnen heten)
- Thom Hakker (de conducteur die meer bewondering heeft voor poëzie dan voor loonsverhoging)
- Jo Vischer (een controleur)
- Wam Heskes (meneer Licht, een censuurambtenaar)
- Constant van Kerckhoven (Barras, een algemeen bekende verschijning van deze tijd)
- Rien van Noppen (de president-directeur van de spoorwegmaatschappij)
- Dick Scheffer (de clown César, die de taal van de fietsen spreekt en verstaat)
- Dries Krijn (de treinmachinist)

## Inhoud
De angstwekkend groeiende versnelling van alle aspecten van ons moderne leven laat zich vergelijken met de vaart van een trein die in razend tempo door het landschap davert. De verteller gaat van de laatste wagen naar de locomotief in de hoop een gesprek te kunnen voeren dat hem de zin van deze ruimte- en tijddoorbrekende versnelling van ons bestaan moet verklaren. Hij treft in elke wagen een bijzonder iemand en elk geeft zijn mening vanuit een heel ander standpunt. Daaruit groeit een panorama van lotsbeschikkingen, rijk aan opwindende doorkijkjes en inzichten.